# Così fan tutte

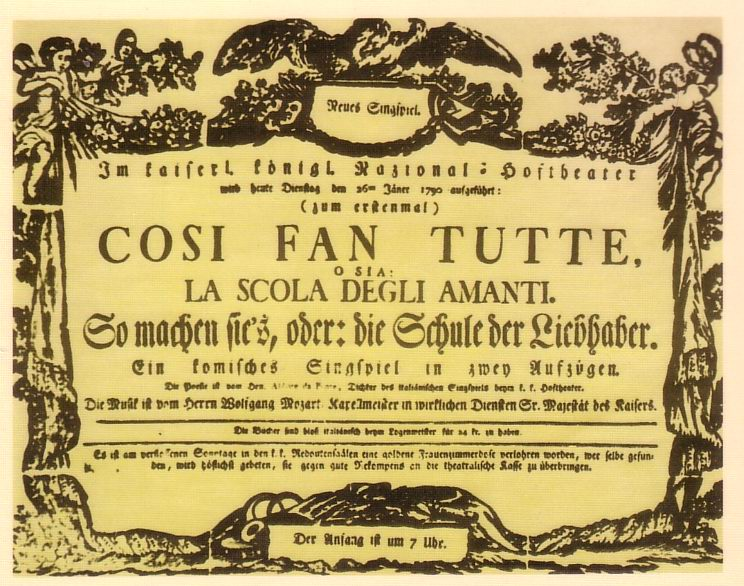

Cosi fan tutte (tên đầy đủ là Cosi fan tutte, ossia la scuola degli amanti, có nghĩa là "Đàn bà đều thế cả, hoặc trường học cho những kẻ si tình") là vở opera 2 màn bằng tiếng Ý nổi tiếng của Wolfgang Amadeus Mozart. Tác phẩm này được sáng tác vào năm 1789, một trong những năm cuối đời và đầy khó khăn của nhà soạn nhạc thiên tài người Áo. Đây là một trong 3 vở opera mà Mozart phối hợp sáng tác với người viết lời là nhà thơ người Ý Lorenzo da Ponte. Trình diễn lần đầu tiên tại Viên vào ngay năm sau 1790 (trong năm ấy vở opera được trình diễn tới 10 lần) tại Praha, Dresden, Berlin, Leipzig và Frankfurt trước khi Mozart ra đi và tại Luân Đôn năm 1811, Cosi fan tutte lúc đầu đem cho các thính giả và các nhà phê bình cảm giác không hài lòng bởi họ chê cốt truyện trong vở opera này là vô đạo đức (trong đó có thể có cả Ludwig van Beethoven, và ông cũng không hào hứng gì với sự không chung thủy diễn ra trong phần lớn nội dung của tác phẩm này, nên dù không có ý định sáng tác opera, ông vẫn viết vở Fidelio nổi tiếng và duy nhất trong đời mình). Còn có điểm nữa mà người ta không hài lòng ở Cosi fan tutte đó là vai Fiordigili giọng nữ cao. Vốn dĩ Mozart định viết cho ca sĩ giọng nữ cao Adriana del Bene, nhưng nhạc cho ca sĩ này lại sẵn âm vực rất trầm. Có người còn đánh giá rằng vì chỉ là sản phẩm của một đơn đặt hàng nên Cosi fan tutte không có giá trị nghệ thuật cao. Phải đến gần cuối thế kỷ XIX-đầu thế kỷ XX, nó mới được đánh giá lại bởi các nhà soạn nhạc danh tiếng lúc ấy như Richard Strauss, Gustav Mahler và Thomas Beecham. Và cuối cùng, năm 1922, Cosi fan tutte đã trở lại với sân khấu opera. Nơi nó trở lại đó chính là New York.